# Presură cu cap negru
Presura cu cap negru (Emberiza melanocephala) este o pasăre cântătoare mică din familia Emberizidae, ordinul paseriformelor.  Se reproduce în sud-estul Europei, spre est, spre Iran și migrează iarna în principal în India, unii indivizi mergând mai departe în sud-estul Asiei. Ca și alte presure din familia sa, se găsește în habitatele cu pășuni deschise, unde zboară în stoluri în căutare de cereale și semințe. 
Masculii adulți sunt bine marcați cu părți inferioare galbene, spate castaniu și cap negru. Femelele adulte în penaj de reproducție arată ca masculii dar în culori mai șterse. În alt penaj, ele pot fi greu de separat de presura cu cap roșu, cu care se înrudește îndeaproape. Între cele două specii are loc hibridizarea naturală acolo unde zonele lor de reproducere se suprapun, în nordul Iranului.

## Taxonomie
Presura cu cap negru a fost descrisă oficial în 1769 de naturalistul austriac Giovanni Antonio Scopoli sub numele binomial Emberiza melanocephala. Localitatea tip este Carniola din Slovenia. Specia este monotipică, adică nu sunt recunoscute subspecii. Numele genului Emberiza este din germana veche Embritz, presură, iar numele specific melanocephala combină grecescul melas care înseamnă „negru” și kephale care înseamnă „cap”.

## Galerie

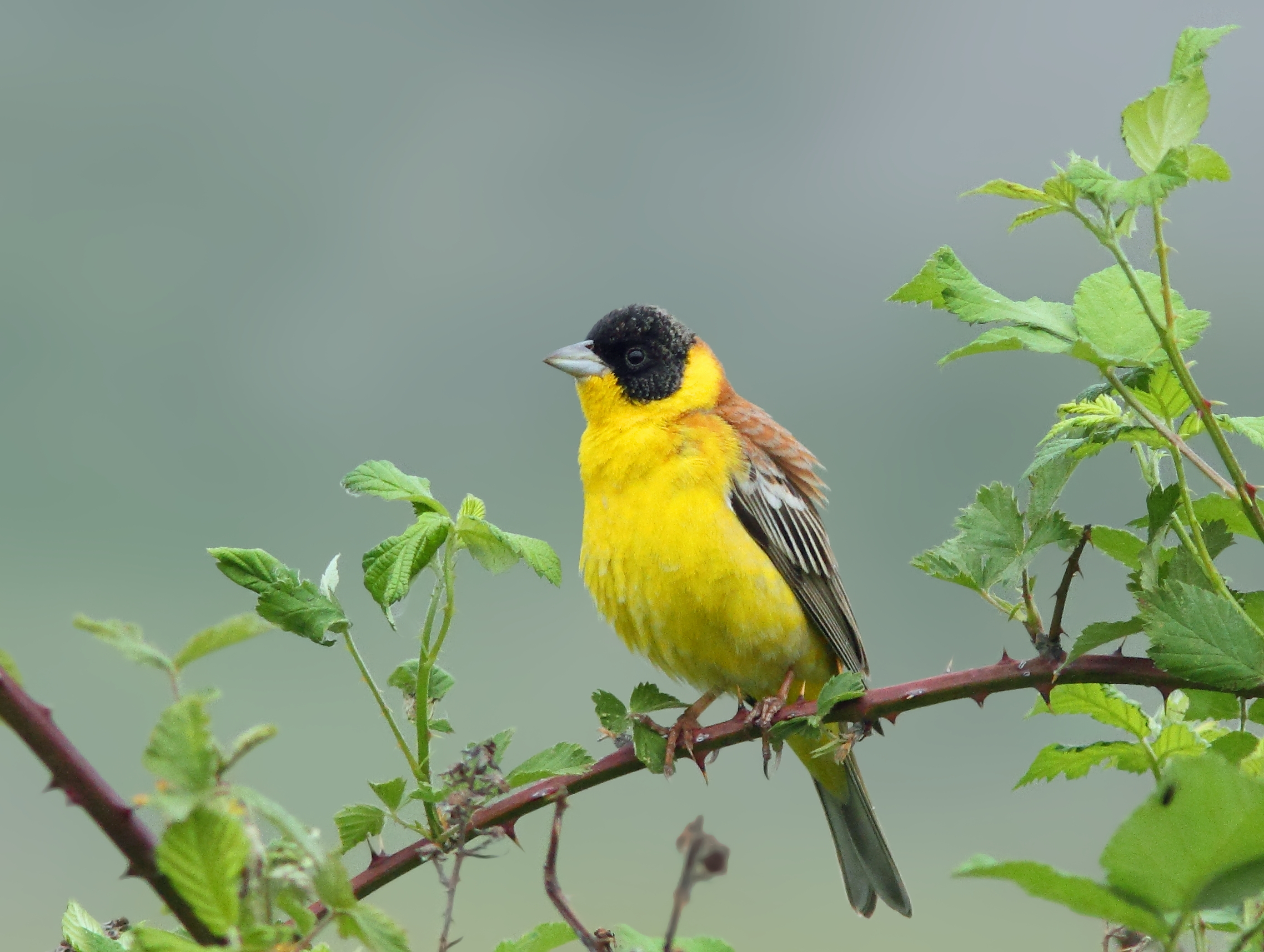
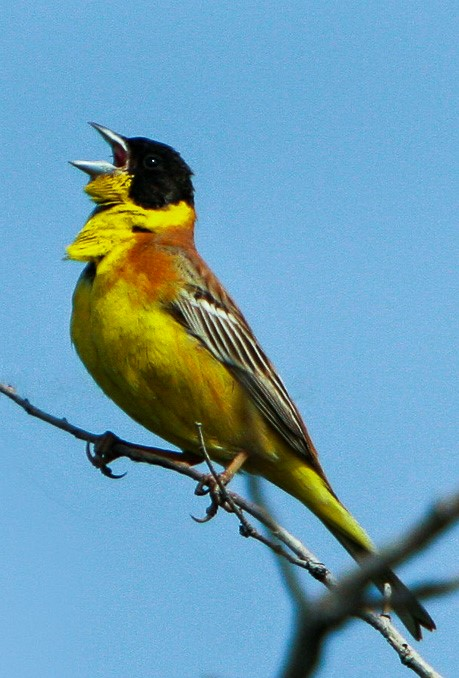
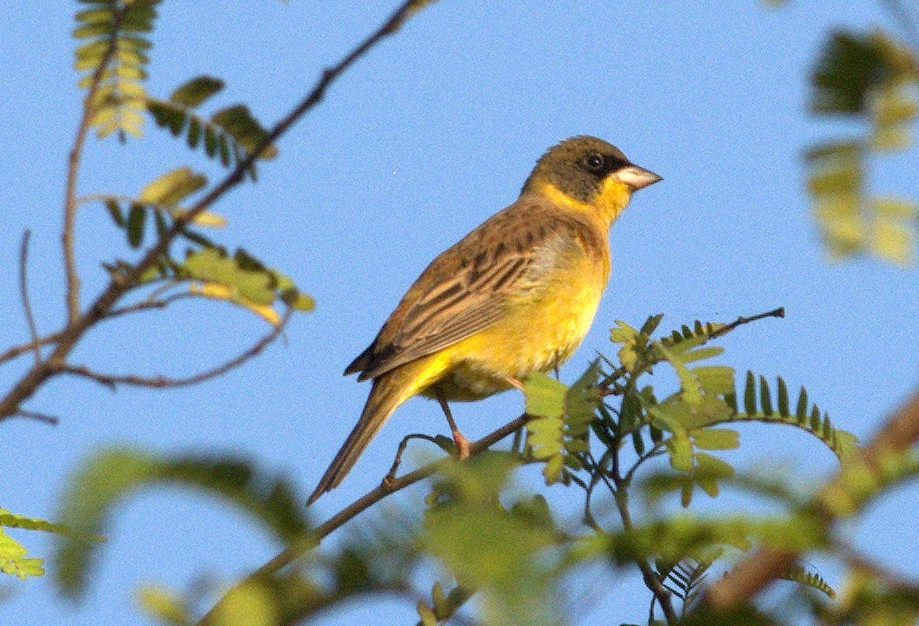